# American Pie : Marions-les ! (bande originale)
Pour les articles homonymes, voir American Pie.
Bandes originales de American Pie
American Pie 2
(2001) American Pie 4
(2012)
American Pie: The Wedding - Music from the Motion Picture, est la bande originale distribuée par Universal Records, de la comédie américaine, American Pie : Marions-les !, réalisé par Jesse Dylan en 2003. Le compositeur Christophe Beck, qui a écrit la partition musicale de ce troisième opus, n'apparaît pas dans cet album.

## Liste des titres
| 1.      | Times Like These       | Foo Fighters         | 4:27 |
| 2.      | Anthem                 | Good Charlotte       | 2:56 |
| 3.      | Forget Everything      | New Found Glory      | 2:34 |
| 4.      | The Hell Song          | Sum 41               | 3:20 |
| 5.      | Swing Swing            | All American Rejects | 3:55 |
| 6.      | I Don't Give           | Avril Lavigne        | 3:38 |
| 7.      | Laid                   | Matt Nathanson       | 3:04 |
| 8.      | The Art of Loosing     | American Hi-Fi       | 3:23 |
| 9.      | Fever for the Flava    | Hot Action Cop       | 4:04 |
| 10.     | Give up the Grudge     | Gob                  | 2:59 |
| 11.     | Bouncing off the Walls | Sugarcult            | 2:23 |
| 12.     | Come Back Around       | Feeder               | 3:13 |
| 13.     | Any Other Girl         | NU                   | 3:25 |
| 14.     | Beloved                | The Working Title    | 4:29 |
| 15.     | Calling You            | Blue October         | 3:59 |
| 16.     | Honey & the Moon       | Joseph Arthur        | 4:45 |
| 17.     | Into the Mystic        | The Wallflowers      | 3:40 |
| 1:03:24 |                        |                      |      |

## Musiques additionnelles
- Outre les titres présents, sur l'album, on entend aussi durant le film les morceaux suivants [1] :
  - Into the Mystic
    - Écrit et interprété par Van Morrison
    - Avec l'aimable autorisation de Warner Bros. Records Inc.
    - Par arrangement avec Warner Strategic Marketing

  - Venus
    - Écrit par Robbie van Leeuwen[2]
    - Interprété par Bananarama
    - Avec l'aimable autorisation de London-Sire Records LTD
    - Par arrangement avec Warner Strategic Marketing

  - Maniac
    - Écrit par Michael Sembello, Dennis Matkosky
    - Interprété par Michael Sembello
    - Avec l'aimable autorisation de The Island Def Jam Music Group
    - Sous licence d'Universal Music Enterprises

  - Heaven Is a Place on Earth
    - Écrit par Ellen Shipley, Rick Nowels
    - Interprété par Belinda Carlisle
    - Avec l'aimable autorisation de MCA Records
    - Sous licence d'Universal Music Enterprises
    - Avec l'aimable autorisation de Virgin Records Ltd.
    - Sous licence d'EMI Film and Television Music

  - Certain Smile
    - Écrit par Joe Lervold
    - Interprété par Joel Evans
    - Avec l'aimable autorisation de Marc Ferrari / MasterSource

  - Moonbeam Lullabye
    - Écrit et interprété par Daniel May
    - Avec l'aimable autorisation de Marc Ferrari / MasterSource

  - You Were Right
    - Écrit et interprété par Damon Gough (as Badly Drawn Boy)
    - Avec l'aimable autorisation de ARTISTdirect Records

  - Breeze
    - Écrit par Andrew Dorfman
    - Interprété par Dos Pronto
    - Avec l'aimable autorisation de Megathor Music

  - I Want to Die a Beautiful Death
    - Écrit par Art Alexakis, Craig Montoya and Greg Eklund
    - Interprété par Everclear
    - Avec l'aimable autorisation de Capitol Records
    - Sous licence d'EMI Film & Television Music

  - Free Energy ; Read My Lips ; Don't Stop
    - Écrit par Photek[3]

  - Sweet Dreams (Are Made of This)
    - Écrit par Annie Lennox and David A. Stewart
    - Interprété par Eurythmics
    - Avec l'aimable autorisation de BMG UK & Ireland Ltd
    - Sous licence de BMG Film & Television Music

  - The Reflex
    - Écrit par Simon Le Bon[4], Andy Taylor, Roger Taylor, John Taylor, Nick Rhodes
    - Interprété par Duran Duran
    - Avec l'aimable autorisation de Capitol Records
    - Sous licence d'EMI Film & Television Music

  - Round Round
    - Écrit par Brian Higgins, Timothy Powell, Miranda Cooper (as Miranda Copper), Lisa Cowling, Felix Stecher, Robin Hoffmann, Rino Spadavecchia, Florian Pflueger, Keisha Buchanan, Mutya Buena, Heidi Range and Nick Cofer
    - Interprété par Sugababes
    - Avec l'aimable autorisation d'Universal-Island Records Ltd.
    - Sous licence d'Universal Music Enterprises

  - Questions
    - Écrit et interprété par Molly Pasutti, Jamie Dunlap, Scott Nickoley
    - Avec l'aimable autorisation de Marc Ferrari / MasterSource

  - The Message
    - Écrit par Sylvia Robinson, Melle Mel (as Melvin Glover), Ed Fletcher, Clifton Chase

  - Can't Be That Hard
    - Écrit par Andrew Dorfman, Rob Laufer
    - Interprété par Dos Pronto

  - Summertime Girls
    - Écrit par Eric Jackson, Shawn Matthews, Michael Nielsen, Ralph Churchwell & Sovory
    - Interprété par Baha Men
    - Avec l'aimable autorisation de Capitol Records
    - Sous licence d'EMI Film & Television Music

  - I See You Baby (Fatboy Slim Remix)
    - Écrit par Tom Findlay (as Thomas Charles Findlay), Andrew Cato (as Andrew Cocup) and Tod Wooten
    - Interprété par Groove Armada
    - Voix de Gramma Funk[5]
    - Avec l'aimable autorisation de Zomba Records Limited

  - Time for Heroes
    - Écrit par Pete Doherty and Carl Barât (as Carl Barat)
    - Interprété par The Libertines
    - Avec l'aimable autorisation de Sanctuary Records Group

  - The Long Day is Over
    - Écrit par Norah Jones, Jesse Harris
    - Interprété par Norah Jones
    - Avec l'aimable autorisation de Blue Note Records
    - Sous licence d'EMI Film & Television Music

  - Freakin' You
    - Écrit par Alex Gifford, Michael Small and Nathaniel Hall
    - Interprété par Jungle Brothers
    - Avec l'aimable autorisation de Vr Records, Inc

  - Do You Wanna Touch Me? (Oh Yeah!)
    - Écrit par Gary Glitter and Mike Leander
    - Interprété par Joan Jett & The Blackhearts (as Joan Jett and The Blackhearts)
    - Avec l'aimable autorisation de Blackhearts Records